# Список об'єктів Світової спадщини ЮНЕСКО в Республіці Корея
У списку об'єктів Світової спадщини ЮНЕСКО в Республіці Корея значиться 12 найменувань (на 2015 рік).
З 12 об'єктів Світової спадщини в Республіці Корея:
- 11 культурних об'єктів
- 1 природний об'єкт

Один культурний об'єкт визнаний шедевром людського генія (критерій i) та один — природним феноменом виняткової краси та естетичної важливості (критерій vii).

## Список
У цій таблиці об'єкти розташовані в хронологічному порядку їх додавання до списку Всесвітньої спадщини ЮНЕСКО.
| #  | Зображення | Назва | Місцезнаходження | Час створення                     | Рік внесення у список | №                                                   | Критерії    |
| -- | ---------- | --- | --- | --------------------------------- | --------------------- | --------------------------------------------------- | ----------- |
| 1  |            | Буддистський храм Хеїнса (кор. 해인사, 海印寺), сховище зводу текстів «Тріпітака Кореана» (кор. 팔만 대장경, 八萬大藏經 або кор. 고려 대장경, 高麗大藏經) | провінція Кьонсан-Намдо | 1237—1248 (тексти), XV ст. (храм) | 1995                  | 737 [Архівовано 26 грудня 2018 у Wayback Machine.]  | iv, vi      |
| 2  |            | Святилище Чонмьо кор. 종묘, 宗廟 | місто Сеул | 1601                              | 1995                  | 738 [Архівовано 26 грудня 2018 у Wayback Machine.]  | iv          |
| 3  |            | Грот Соккурам (кор. 석굴암, 石窟庵) та Храм Пульгукса (кор. 불국사, 佛國寺)                                                                               | місто Кьонджу, провінція Кьонсан-Пукто                                                                                     | 774                               | 1995                  | 736 [Архівовано 26 грудня 2018 у Wayback Machine.]  | i, iv       |
| 4  |            | Палацовий комплекс Чхандоккун кор. 창덕궁, 昌德宮 | місто Сеул | 1405—1412                         | 1997                  | 816 [Архівовано 26 грудня 2018 у Wayback Machine.]  | ii, iii, iv |
| 5  |            | Фортеця Хвасон кор. 화성, 華城 | місто Сувон, провінція Кьонгідо                                                                                            | 1794—1796                         | 1997                  | 817 [Архівовано 26 грудня 2018 у Wayback Machine.]  | ii, iii     |
| 6  |            | Дольмени у Кочхані, Хвасуні та на Канхвадо кор. 고창 화순 강화지석묘군, 高敞 和順 江華支石墓群                                                            | - повіт Кочхан, провінція Чолла-Пукто (6а) - повіт Хвасун, провінція Чолла-Намдо (6б) - острів Канхвадо, місто Інчхон (6в) | VII—III ст. до н. е.              | 2000                  | 977 [Архівовано 26 грудня 2018 у Wayback Machine.]  | iii         |
| 7  |            | Історичні райони Кьонджу кор. 경주 역사유적 지구, 慶州歷史遺蹟地區                                                                                        | місто Кьонджу, провінція Кьонсан-Пукто                                                                                     | VII—X ст.                         | 2000                  | 976 [Архівовано 26 грудня 2018 у Wayback Machine.]  | ii, iii     |
| 8  |            | Вулканічний острів Чеджудо кор. 제주도 자연유산지구, 濟州島自然遺産地區                                                                                   | провінція Чеджудо | —                                 | 2007                  | 1264 [Архівовано 26 грудня 2018 у Wayback Machine.] | vii, viii   |
| 9  |            | Гробниці правителів династії Чосон (кор. 조선왕릉, 朝鮮王陵)                                                                                              | місто Сеул; провінція Кьонгідо; провінція Канвондо                                                                         | XIV—XX ст.                        | 2009                  | 1319 [Архівовано 19 липня 2011 у Wayback Machine.]  | iii, iv, vi |
| 10 |            | Етнографічні села-музеї: Хахве (а) і Яндон (б) (кор. 안동하회마을, 安東河回마을)                                                                          | місто Андон, провінція Кьонсан-Пукто; місто Кенджу, провінція Кьонсан-Пукто                                                | XVI століття і XV століття        | 2010                  | 1324 [Архівовано 26 грудня 2018 у Wayback Machine.] | iii, iv     |
| 11 |            | Намхансансон (кор. 남한산성, 南漢山城) | провінція Кенгідо | 672                               | 2014                  | 1439 [Архівовано 8 липня 2018 у Wayback Machine.]   | ii, iv      |
| 12 |            | Історичні пам'ятки Пекче (кор. 백제역사유적지구, 百済考古遺跡)                                                                                            | міста Конджу, Іксан та повіт Пуйо                                                                                          |                                   | 2015                  | 1477 [Архівовано 6 лютого 2017 у Wayback Machine.]  | ii, iii     |

## Попередній список
У таблиці об'єкти розташовано в порядку їхнього додавання до попереднього списку.
| #  | Зображення | Назва | Розташування | Час створення     | Рік внесення до попереднього списку | №                                                    | Критерії           |
| -- | ---------- | --- | --- | ----------------- | ----------------------------------- | ---------------------------------------------------- | ------------------ |
| 1  |            | Випалювальні печі Канджина (кор. 강진 도요지, 康津陶窯址)                                                                                                | повіт Канджин, провінція Чолла-Намдо | X—XIV століття    | 1994                                | 385 [Архівовано 18 вересня 2011 у Wayback Machine.]  | ii, iii, iv, v, vi |
| 2  |            | Національний парк Сораксан (кор. 설악산천연보호구역, 雪嶽山天然保護區域)                                                                                 | провінція Канвондо | —                 | 1994                                | 386 [Архівовано 17 вересня 2011 у Wayback Machine.]  | vii, x             |
| 3  |            | Місця знахідок динозаврів уздовж південного узбережжя Південної Кореї (кор. 남해안 일대 공룡화석지, 南海岸一帶恐龍化石地)                                | повіти Хэнам (3а) і Посон (3б), місто Йосу (3в), повіт Хвасун (3г) провінції Чолла-Намдо; повіт Косонь (3д), провінції Кьонсан-Намдо | —                 | 2002                                | 1640 [Архівовано 17 вересня 2011 у Wayback Machine.] | viii, ix, x        |
| 4  |            | Вати на південно-західному узбережжі | повіти Кочхан, Пуан (провінція Чолла-Пукто) місто Сунчхон, повіти Посон, Муан, Сінан (провінція Чолла-Намдо) | —                 | 2010                                | 5482 [Архівовано 8 грудня 2015 у Wayback Machine.]   | vii, viii, ix      |
| 5  |            | Солончаки | повіти Йонгван (5а), Сінан (5б) провінції Чолла-Намдо | —                 | 2010                                | 5484 [Архівовано 8 грудня 2015 у Wayback Machine.]   | iii, v             |
| 6  |            | Петрогліфи в Тегок-рі | місто Ульсан | —                 | 2010                                | 5486 [Архівовано 8 грудня 2015 у Wayback Machine.]   | iii                |
| 7  |            | Давні гірські фортеці в Центральній Кореї: а) Самненсансон б) Сандансансон в) Мирыксансон г) Чхунджусансон д) Чанмісансон е) Токчусансон ж) Ондальсансон | Провінція: Чхунчхон-Пукто Міста Чечхон, Чхонджу, Чхунджу; повіти Квесан, Поин, Танян | V століття        | 2010                                | 5488 [Архівовано 8 грудня 2015 у Wayback Machine.]   | iii, iv, v         |
| 8  |            | Історичні об'єкти Конджу (а) і Пуе (б) | Провінція: Чхунчхон-Намдо Місто Конджу та повіт Пуе | V—VII століття    | 2010                                | 5489 [Архівовано 22 вересня 2015 у Wayback Machine.] | ii, iii, iv        |
| 9  |            | Історичні частини міста Іксан | Провінція: Чолла-Пукто Місто: Іксан | VII століття      | 2010                                | 5490 [Архівовано 8 грудня 2015 у Wayback Machine.]   | ii, iii, iv        |
| 10 |            | Болото Упо | Провінція: Кьонсан-Намдо Повіт: Чханнен Повіт: Юомен | —                 | 2011                                | 5576 [Архівовано 8 грудня 2015 у Wayback Machine.]   | vii, x             |
| 11 |            | Наганипсеон, міська фортеця та село | Провінція: Чолла-Намдо Місто: Сунчхон повіт: Наганмен Села: Доннері, Сонері, Намнері | 1397              | 2011                                | 5598 [Архівовано 8 грудня 2015 у Wayback Machine.]   | iii, iv, v, vi     |
| 12 |            | Село Веам | Провінція: Чхунчхон-Намдо Місто: Асан повіт: Сонакмен Село: Веамрі | XVI століття      | 2011                                | 5599 [Архівовано 8 грудня 2015 у Wayback Machine.]   | iii, iv, v, vi     |
| 13 |            | Совони, корейські конфуціанські академії: а) Сосу б) Намкьє в) Оксан г) Досан д) Пілам е) Додон ж) Бьєнсан з) Донам і) Мусон                             | Провінції Кьонсан-Пукто, Кьонсан-Намдо, Чолла-Намдо, Чхунчхон-Намдо, Чолла-Пукто, місто в Тегу | XVI—XVII століття | 2011                                | 5648 [Архівовано 8 грудня 2015 у Wayback Machine.]   | ii, iii, iv, vi    |
| 14 |            | Міський мур Сеула | Місто: Сеул Район: Чонногу Квартал: Нусантон | XIV—XIX століття  | 2012                                | 5781 [Архівовано 8 грудня 2015 у Wayback Machine.]   | ii, iii, iv, vi    |
| 15 |            | Могильні пагорби племінного союзу Кая у Кімхе (а) і Хамане (б)                                                                                           | Провінція: Кьонсан-Намдо а) Місто: Кімхе Квартал: Тесонтон б) Повіт: Хаман Повітове місто: Каяип Село: Тоханрі | III—VI століття   | 2013                                | 5847 [Архівовано 8 грудня 2015 у Wayback Machine.]   | iii, iv            |
| 16 |            | Могильні пагорби племені Текая у кварталі Джисантон повіту Корен                                                                                         | Провінція: Кьонсан-Пукто Повіт: Корен Квартал: Джисантон | III—VI століття   | 2013                                | 5849 [Архівовано 8 грудня 2015 у Wayback Machine.]   | iii, iv            |
| 17 |            | Традиційні буддистські гірські храми в Кореї: а) Сонамса б) Техінса в) Попчуса г) Макокса д) Тонтоса е) Понджонса ж) Пусокса                             | а) Провінція: Чолла-Намдо Місто: Сунчхон б) Провінція: Чолла-Намдо Повіт: Хенам в) Провінція: Чхунчхон-Пукто Повіт: Поин г) Провінція: Чхунчхон-Намдо Місто: Конджу д) Провінція: Кьонсан-Намдо Місто: Янса е) Провінція: Кьонсан-Пукто Місто: Йонджу ж) Провінція: Кьонсан-Пукто Місто: Андон | VI—VII століття   | 2013                                | 5850 [Архівовано 8 грудня 2015 у Wayback Machine.]   | ii, iii, iv        |